# 第二次世界大戰中的荷蘭

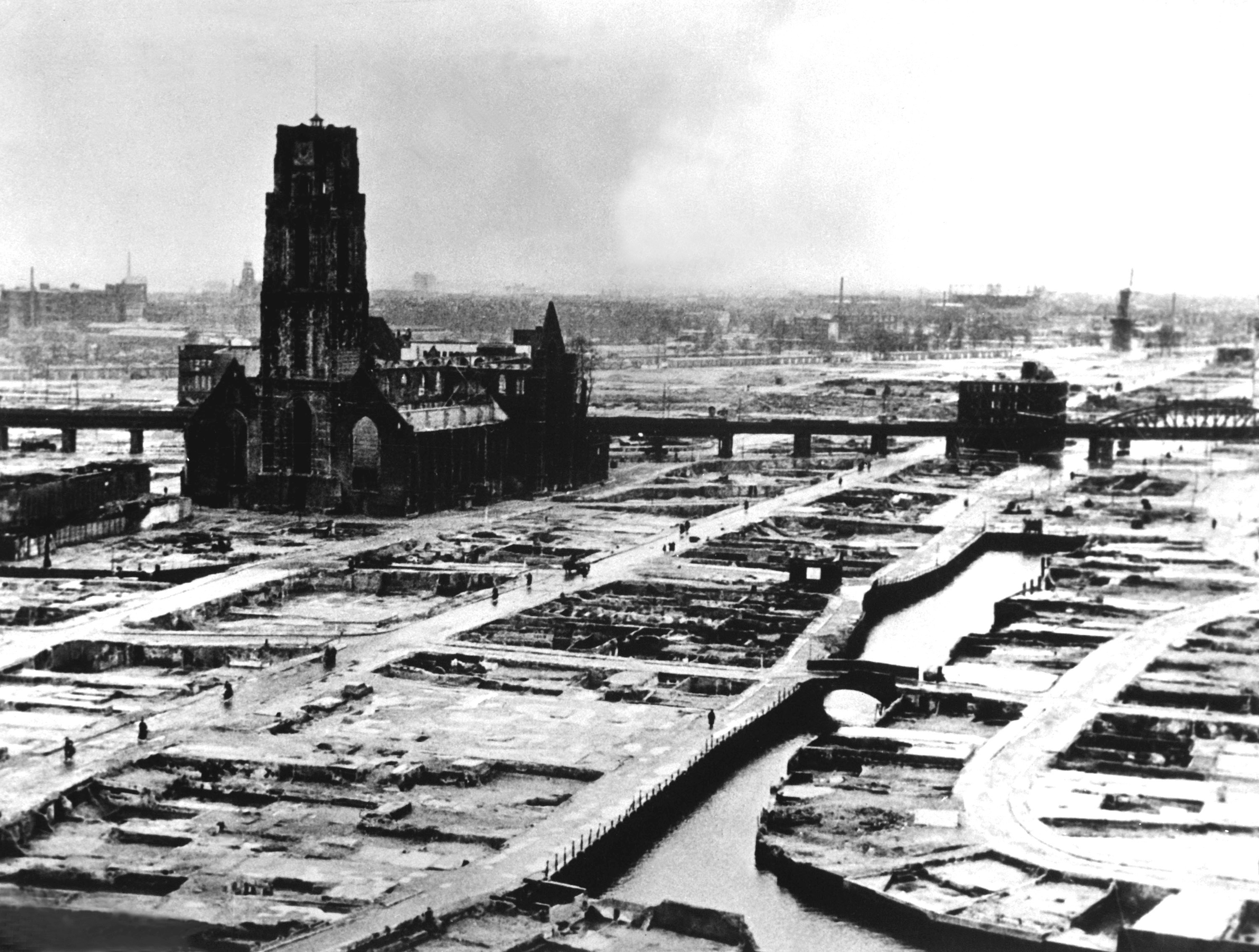
1940年5月荷蘭戰役時德國轟炸後的鹿特丹。

在第二次世界大戰期間，荷蘭經歷了德國的侵略與佔領。儘管荷蘭在1939年宣佈中立，但德國仍於1940年5月10日入侵荷蘭，目的是繞開英法聯軍的防線並阻止英軍登陸荷蘭北部。荷蘭軍隊雖然奮力抵抗，但最終在四日內被德軍擊敗，導致大量士兵和平民傷亡。法國投降後，荷蘭被納粹德國完全佔領，成為西歐被佔領國家中死亡率最高的國家之一。

## 戰前
如同其他欧洲国家一样，荷兰也经历了1929年的世界经济大萧条。荷兰总理亨德里克斯·科萊恩通过稳定荷兰盾的价值来避免在荷兰发生像德国那样的恶性通货膨胀。尽管这种政策的确抑制了恶性通货膨胀，但是它也同时造成了大规模的贫困和失业现象。正是在这种情况下，一个名为荷兰国家社会主义运动(NSB)的法西斯主义团体出现了并且荷兰国防部的经费也被大规模的削减了。
在纳粹德国在1934年占领萊茵蘭之前，荷兰的国防经费一直都没有增长。直到1938年（德国在这一年吞并了奥地利并占领了苏台德）和1939年（德国入侵波兰）之后，这个经费才有了很大的增长。在法国和英国向纳粹德国宣战之前，荷兰人并没有向他们的军队做过动员。荷兰政府曾经尝试向瑞典，英国，瑞士甚至德国为它装备糟糕的部队购买武器，但直到战争爆发大多数武器都没有运达。
1939至1940年的冬天荷兰人收到了许多他们将受到德国攻击的假警报。在德国的荷兰商人警告过军队许多次，但是当这些消息最终被证明是假的后荷兰的指挥官最终并没有去理会它们。1940年5月9日，旅德荷兰商人报告到：“明天破晓。把握住！”可惜荷兰军队根本没有相信这条消息。第二天清晨，德国入侵了荷兰。

## 德國的侵略
在1939年第二次世界大戰爆發時，繼第一次世界大戰之後，荷蘭再次宣佈自己是中立國。雖是這樣，1940年5月10日，德國還是侵入了荷蘭。
入侵荷兰的目的主要是绕开英法联军在马奇诺防线的重点阿登（Ardenne），并防止英军登陆荷兰北部。
德军最初长驱直入，但终于被使用陈旧武器的荷兰军阻击在阿夫魯戴克大堤、Grebbeberg和Dordrecht，德军空降师意图出其不意擒获荷兰皇家但没有得逞，英军早有防备已将威廉明娜女王成功转移到了英国。女王在整个战争中始终留在英国。

### 结果
德军四日的行动中，大约有2300名荷兰士兵阵亡，7000名荷兰士兵受伤，同时还有超过3000名荷兰平民遇难。德国军队损失了约2200名士兵，并由约7000受伤。同时，德军约有1300名士兵在海牙一带被俘，并被送往英国监禁。
原先乐观的估计是荷兰很快就可被盟军收复，但是该估计很快便落空了。法國被德军彻底击溃，6月法國投降，英军在敦刻爾克撤退后，荷兰被納粹德国占领。
德国占领荷兰以后，很快就召请前首相格尔（Dirk Jan de Geer）到德国共商在荷兰扶植纳粹党之大计，格尔预备成行但被威廉明娜女王制止并撤职。

### 傷亡
在戰爭結束時共有205,900名荷蘭人死去。荷蘭在所有西歐被納粹德國佔領過的國家中死亡率是最高的。 另外有30,000人死於荷屬東印度群島，在與日本軍队戰鬥及被俘到集中營。荷蘭平民亦被俘到那裡。

## 記錄
- Making Choices: The Dutch Resistance during World War II (2005) Tells the stories of four participants in the Dutch Resistance and the miracles that saved them from certain death at the hands of the Nazis.  Available through Amazon.com, et al.

## 外部連結
- 加拿大與荷蘭 （页面存档备份，存于） 荷蘭的解放的照片和影片的連續鏡頭。
- 加拿大的報紙與第二次世界大戰  - 荷蘭的解放，1944-1945年
- Administrators of the German occupied Netherlands during WW II